# Kouri (race bovine)
Pour les articles homonymes, voir Kuri (homonymie) et Kouri.
La kouri est une race bovine africaine. Elle peut aussi porter le nom de kuri, baharié, boudouma, buduma, budduma, budumu, chad, dongolé ou kuburi.

## Origine
Elle est originaire des régions limitrophes du lac Tchad. On la trouve donc au Cameroun au Niger, au Nigeria, et au Tchad.
Leur nom de kouri leur a été donné par la tribu boudouma qui pratique l'élevage du côté tchadien.

## Morphologie
Le premier élément de reconnaissance est la taille et l'implantation de ses cornes. Elles sont fixées sur une proéminence du crâne et leur diamètre dépasse 15 cm. La longueur est variable, mais peut atteindre 1 m. 
Elle porte une robe claire ou blanche. Les muqueuses sont brun chocolat.
La vache pèse 550-700 kg et le taureau 820-1 100 kg.

## Évolution
Ces bêtes puissantes, aux cornes volumineuses, sont en voie de disparition. Les troupeaux de bœufs kouris traversent régulièrement les eaux du lac Tchad : ces traversées épuisantes causent souvent la noyade d'animaux éreintés. Des troupeaux de zébus venus du Nord commencent à supplanter les kouris décimés par des épizooties.